# Parco urbano di Villa Montalvo

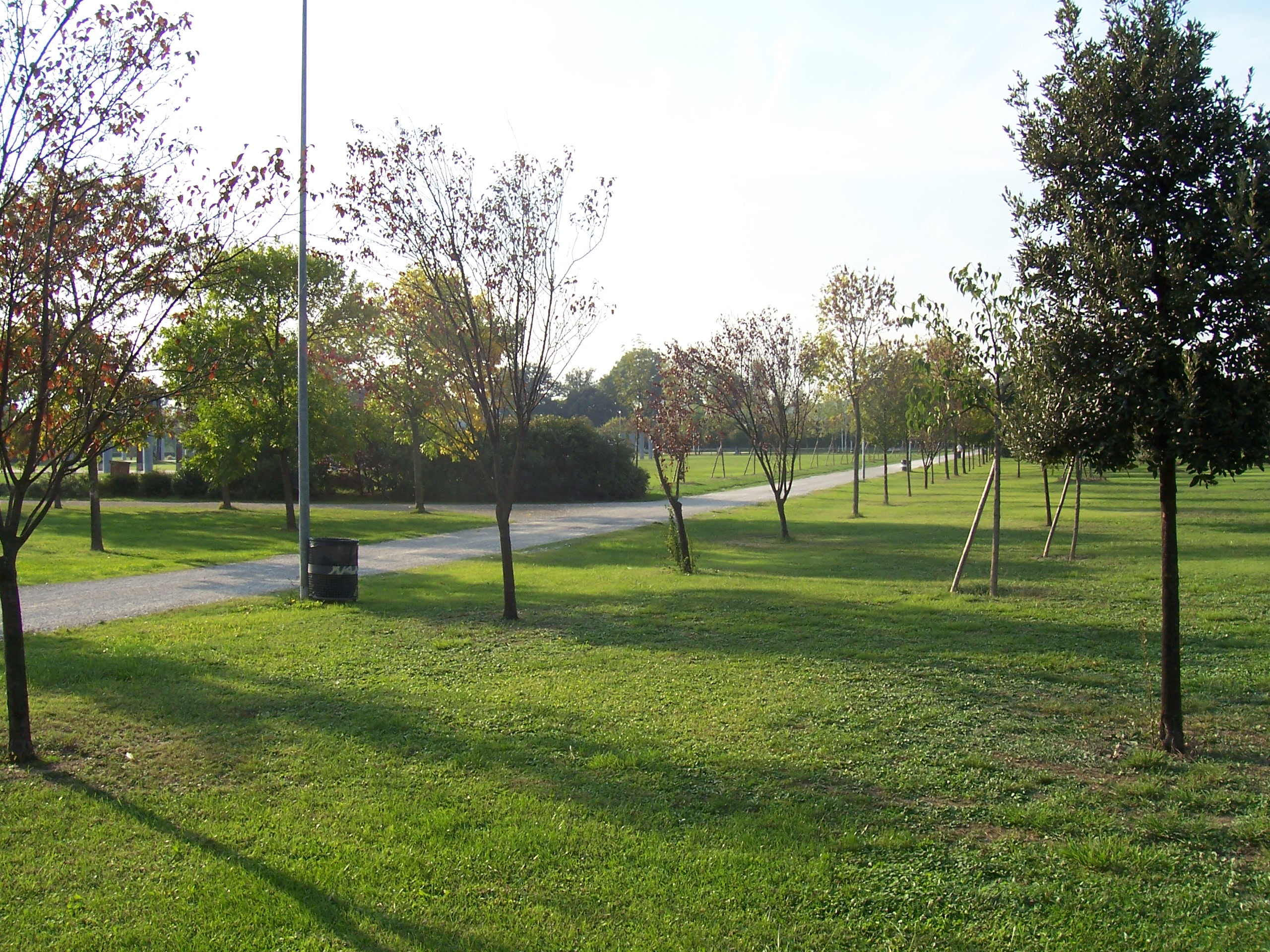
Veduta del Parco

Il parco urbano di Villa Montalvo è una vasta area di verde pubblico (si estende per 19 ettari) che si trova immediatamente fuori dell'abitato di Campi Bisenzio, nei pressi della villa da cui prende il nome.

## Storia
L'idea di un grande parco in questa zona nacque nel 1988, quando sui terreni oggi facenti parti del parco si svolse un'edizione della  festa nazionale dell'Unità: il PCI, in cambio dell'ospitalità offerta dalla città, si impegnò a lasciare un parco attrezzato in parte dell'area utilizzata dalla festa e a tal scopo lanciò persino una sottoscrizione tra iscritti, simpatizzanti e frequentatori della kermesse. I risultati economici della manifestazione non furono però particolarmente brillanti ed il partito, che negli anni successivi visse la trasformazione in PDS, non ce la fece ad onorare l'impegno. Ciò portò anche ad alcuni momenti di tensione con l'amministrazione campigiana (di sinistra).
Il comune non abbandonò però l'idea del parco e nel 1995 acquistò i terreni dell'area posta tra l'allora circonvallazione nord (l'attuale viale Primaldo Paolieri), la vecchia via di Limite, il torrente Marina e l'autostrada A11, ed iniziò la loro trasformazione in parco: l'operazione vide la messa a dimora di numerosi alberi e piante, la costruzione di vialetti, di ponti e di un'area coperta con un grosso tendone. Nel 2001 è stata aggiunta un'area attrezzata con giochi per bambini.
Nel 2009 è stata rimossa la struttura con il telone che copriva l'area destinata alle suddette manifestazioni perché ritenuta non sufficientemente sicura e sostituita con una copertura rigida in legno. I lavori sono terminati nel 2010.
Il 10 giugno 2015 il prato centrale del parco è stato intitolato a Robert Baden-Powell, fondatore dello scautismo.

## Le attività nel parco
Il parco è oggi utilizzato dall'amministrazione comunale e dalle varie associazioni del territorio per manifestazioni, feste, concerti, spettacoli, serate estive di ballo liscio ed altre iniziative ricreative, sportive e culturali, nel Maggio del 2021 ospiterà il raduno Internazionale della MINI, denominato International Mini Meeting.
Negli ampi spazi verdi sono state installate attrezzature sportive e percorsi della salute per chi vuole svolgere attività fisica all'aperto ma non manca la possibilità di lunghe passeggiate lungo i viali del parco o di altre attività sui grandi prati.
L'area giochi è fruibile dai bambini dagli 8 anni in su.

## La Ragnaia
All'interno del parco è compresa una piccola ma folta area boschiva di 1,6 ettari posta lungo l'argine del  Marina: la Ragnaia.
La Ragnaia risale al 1760, quando  don Ferdinando Montalvo, proprietario della villa ed appassionato di caccia, decise di realizzare una macchia per l'aucupio, vale a dire la cattura degli uccelli con reti stese fra gli alberi (il termine ragnaia si riferisce proprio al fatto che le reti ricordavano le ragnatele costruite dai ragni). Contemporaneamente, i lavori di realizzazione della Ragnaia sarebbero serviti anche per consolidare l'argine del torrente Marina mediante la realizzazione di un alto muro in pietra.
La Ragnaia di Villa Montalvo conobbe un lungo periodo di notorietà: durante tutto il Settecento e l'Ottocento era nota per le possibilità di caccia che offriva ma anche per la frequentazione dei nobili fiorentini in cerca di refrigerio.
Recentemente il bosco è stato oggetto di riqualificazione con la messa a dimora di nuove piante e la sistemazione del ruscello che lo attraversa
La Ragnaia è composta da alberi di farnia, leccio, frassino, olmo, pioppo nero, robinia ed ailanto, oltre che da numerose piante di sottobosco come il lauro. L'ambiente favorevole permette inoltre la presenza di numerose specie di uccelli come lo storno, il frosone, il lucherino, il fringuello e la peppola.

## Orari di accesso
Il parco è sempre aperto.

## Come raggiungerlo
L'ingresso del parco si raggiunge imboccando Via di Limite, strada che si incrocia sulla destra di Viale Primaldo Paolieri dirigendosi verso Capalle dalla rotonda posta all'intersezione tra Viale Paolieri, Via Saliscendi e Viale Salvador Allende.